# 神戸市立井吹の丘小学校
神戸市立井吹の丘小学校（こうべしりつ いぶきのおかしょうがっこう）は、兵庫県神戸市西区井吹台北町にある公立小学校。

## 概要
- 兵庫県神戸市西区井吹台（西神南ニュータウン）にある小学校であり、その中で井吹台東町・井吹台北町の戸建住宅地・集合住宅地が相次いで建設され、それが伴い入居者の増加かつ神戸市立井吹東小学校の児童数の増加かつ飽和状態であるために学校運営に支障をきたしているために分離することを検討し、設置者の神戸市は少なくとも20年は増加し、過密する見込みがあるために分離された小学校である。

### 校名の由来
- 井吹台に位置し、櫨谷川・伊川の間に挟まれた丘陵部に位置していることから2013年6月から7月に神戸市立井吹東小学校の校区に居住している住民を対象に公募し、同年11月27日に名付けられた。

### 沿革
- 2011年（平成23年） - 神戸市が神戸市立井吹東小学校の児童数が飽和状態であるために西神南ニュータウンに3校目の小学校の新設を決定。
- 2013年（平成25年）11月27日 - 校名が「西第29小学校（仮称）」から「神戸市立井吹の丘小学校」と正式決定する。
- 2014年（平成26年）4月1日 - 神戸市立井吹東小学校から分離し、開校する。それに伴い約半分の児童が当校に転入する[1]。

### 児童数
| 年        | 児童数   |
| --------- | -------- |
| 2015      | 809      |
| 2016~2021 | 約1000名 |
| 2022      | 916      |
| 2023      | 約850名  |

## 学校行事
- 4月 始業式
- 4月 入学式(始業式翌日)
- 6月 運動会
- 7月 7月3週目金曜日頃より夏休み
- 8月 夏休み
- 8月 最終週のみ夏季授業日
- 9月 2学期始業式
- 10月 5年生自然学校
- 11月 6年生修学旅行
- 12月 3週目金曜日頃より冬休み
- 1月 2週目月曜日頃3学期始業式
- 3月 24日頃卒業式
- 3月 卒業式翌日終了式

## 校区
出典
| 大字       | 範囲                |
| ---------- | ------------------- |
| 井吹台北町 | 1丁目、2丁目、3丁目 |

## 卒業後の進路
- 神戸市立井吹台中学校
- もしくは私立中学校等

## 交通
- 神戸市営地下鉄西神・山手線 西神南駅より北徒歩10分

## 通学区域が隣接している学校
- 神戸市立井吹東小学校
- 神戸市立井吹西小学校
- 神戸市立櫨谷小学校